# Brücke über den Bicklingsbach
Die Brücke über den Bicklingsbach war eine denkmalgeschützte Brücke in der Stadt Quedlinburg in Sachsen-Anhalt.

## Lage
Sie lag südöstlich von Quedlinburg und führte über den Bicklingsbach. Über sie verlief ein untergeordneter Feldweg, der in West-Ost-Richtung parallel zu den nördlich gelegenen Seweckenbergen verläuft. Etwa 500 Meter südlich liegt bachaufwärts die Bicklingswarte. Die Brücke war im Quedlinburger Denkmalverzeichnis eingetragen.

## Architektur und Geschichte

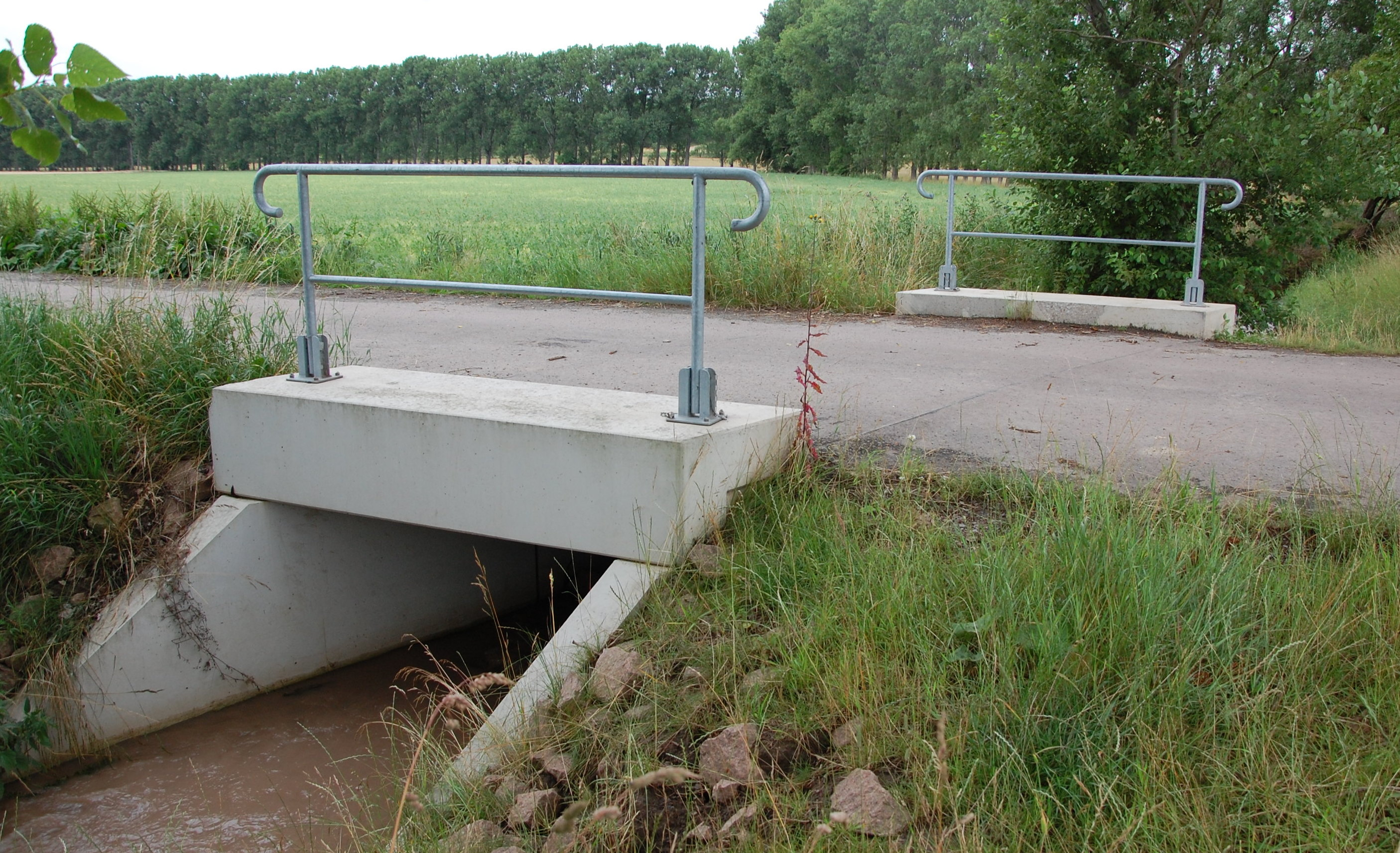
Ersatzneubau

Die kleine Brücke war im 19. Jahrhundert entstanden. Sie war als einfeldriges, flaches Gewölbe aus Natursteinen ausgeführt. Trotz der verkehrlichen Unwichtigkeit des Wegs wurde die Brücke etwa im Jahr 2010 nicht saniert, sondern durch einen Beton-Neubau ersetzt, wobei man auch nicht die Möglichkeit einer parallelen Errichtung der neuen Brücke nutzte.